# Église Notre-Dame de Gironde-sur-Dropt
Pour les articles homonymes, voir Église Notre-Dame.
L'église Notre-Dame de Gironde-sur-Dropt est une église catholique située à Gironde-sur-Dropt, en France.

## Localisation
L'église est située dans le département français de la Gironde, sur la commune de Gironde-sur-Dropt, au cœur du bourg, à l'angle des rues de l'Église et André-Dupuy-Chauvin.

## Historique
Construit originellement au XIe et XIIe siècle, l'édifice est remanié au XVIe siècle et se voit adjoindre une chapelle absidiale et un porche au XVIIe siècle ; il est inscrit au titre des monuments historiques par arrêté du 5 avril 2001 en totalité, avec une mention particulière pour sa charpente. Un nouvel arrêté d'inscription du 13 juin 2024 se substitue au précédent.

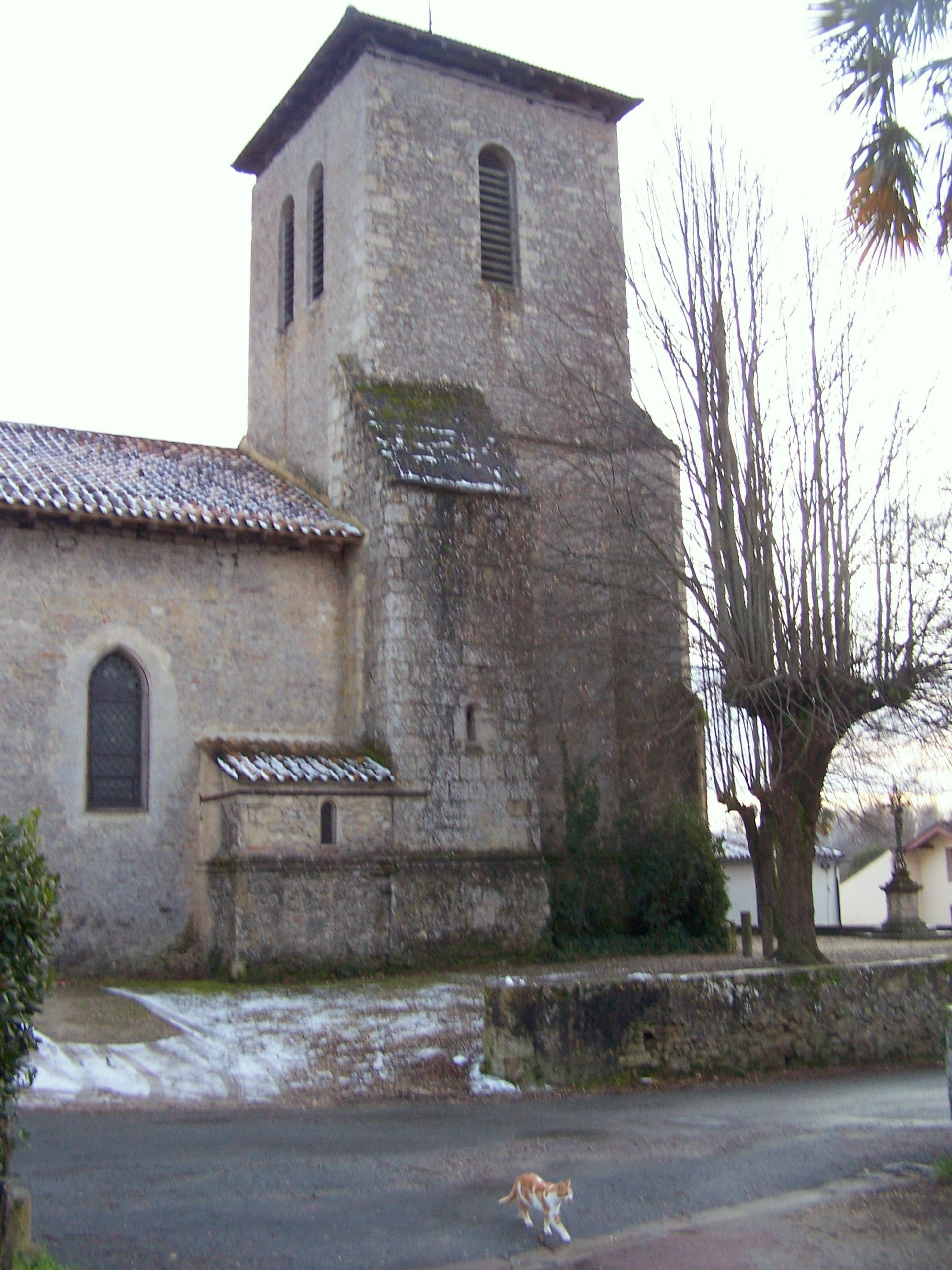
Vue latérale nord (janv. 2010)
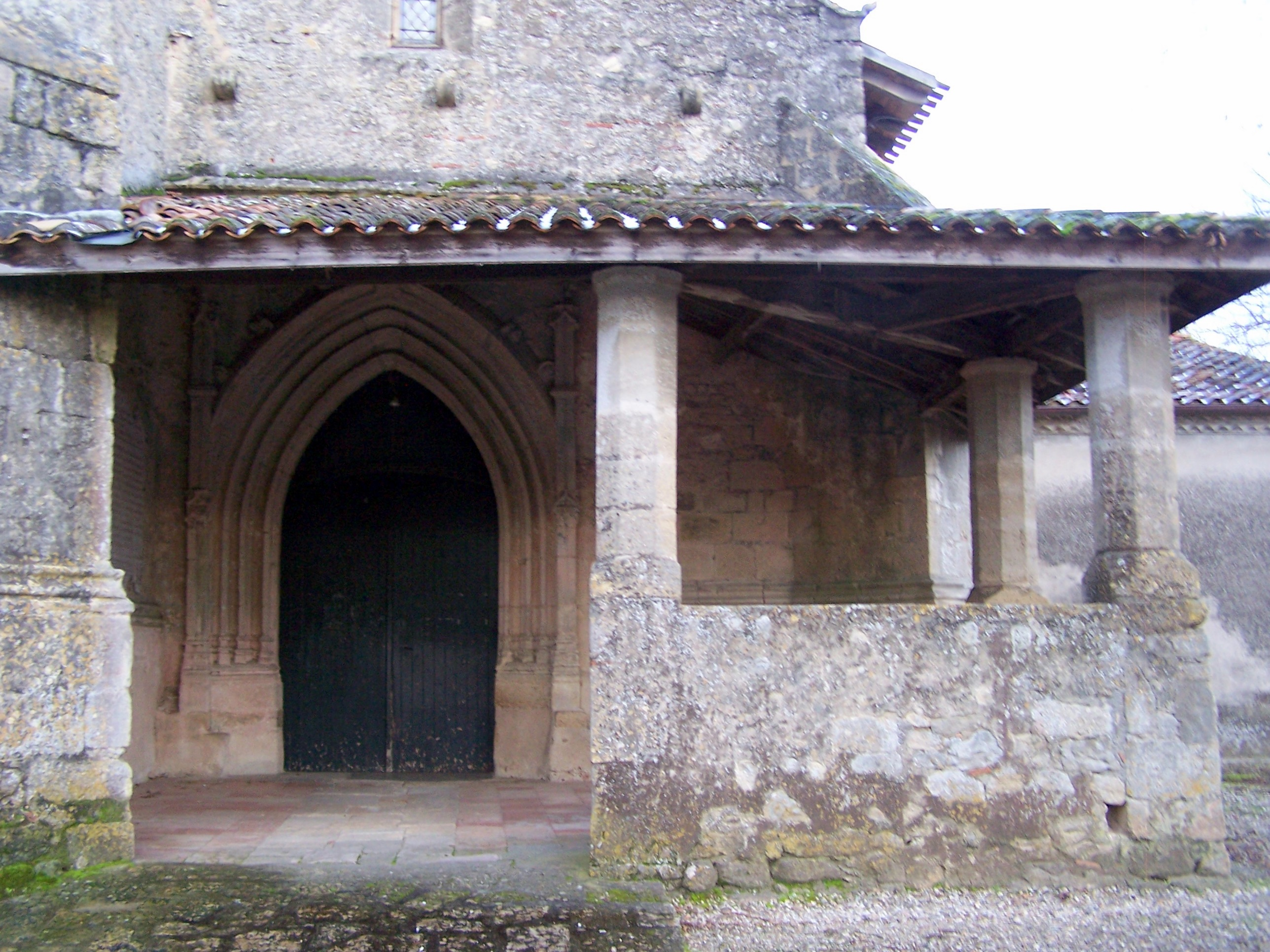
Le porche et le portail (janv. 2010)